# Rada Miejska w Strzelcach Opolskich
Rada Miejska w Strzelcach Opolskich – stanowiący i kontrolny organ w gminie Strzelce Opolskie. Istnieje od 1990 r. W jej skład wchodzą radni wybierani na terenie miasta i gminy w wyborach bezpośrednich na kadencję trwającą 5 lat, licząc od dnia wyboru. Obecną przewodniczącym jest Bogdan Małycha, a funkcję wiceprzewodniczących pełnią: Andrzej Porębny (Koalicja Obywatelska), Taduesz Koteluk (Koalicja Obywatelska) oraz Henryk Rudner (Komitet Wyborczy Wyborców Śląscy Samorządowcy).

## Wybory do rady miejskiej
Radni do Rady Miejskiej w Strzelcach Opolskich są wybierani w wyborach co 5 lat. Do 2014 r. wybory odbywały się w trzech okręgach wyborczych. 
| Nr okręgu | Zasięg | Liczba mandatów |
| --------- | --- | --------------- |
| 1.        | Miasto Strzelce Opolskie – ulice: Agatowa, Brzozowa, Bursztynowa, Gogolińska, Jarzębowa, Kazimierza Wielkiego, Księcia Alberta, Młyńska, Nefrytowa, Osiedle Piastów Śląskich nr 7, 8, 9, 10, 11, 12, 13, 14, 16, Rubinowa, Topazowa, Osiedle Piastów Śląskich – 1, 2, 3, 4, 5, 6, 17, 18, 19, 22, 23, 24, 25, 26, 27 Bolesława Krzywoustego, Henryka Pobożnego, Kardynała Stefana Wyszyńskiego, Mieszka I, Gen. Karola Świerczewskiego, Topolowa, Władysława Łokietka. | 5               |
| 2.        | Miasto Strzelce Opolskie – ulice: Adama Asnyka, Adama Mickiewicza, Arki Bożka, Blokowa, Norberta Bończyka, Brzezińska, Budowlanych, Władysława Broniewskiego, Celna, Cementowa, Bolesława Chrobrego, Dziewkowicka, Fryderyka Chopina, Czereśniowa, Dębowa, Dolińska, Dworcowa, Graniczna, Grunwaldzka, Konrada Habryki, Elizy Orzeszkowej, Plac Mikołaja Kopernika, Fabryczna, Jarosława Dąbrowskiego, Floriana, Jankowskiego, Jemielnicka, Jordanowska, Marii Konopnickiej, Kozielska, Krakowska nr 1, 3, 4, 5, 7, 9, 11, 13, 13A, 14, 14a, 15, 16, 16A, 17, 19, 19a, 21, 22, 23, 23A, 24, 25, 26, 27, 28, 28A, 31, 32, 32A, 33, 33A, 34, 36, 37, 39, 39A, 40, 43, 47, 51, Krakowska nr 40A, 42, 44, 46, 48, 50, 53, 55, 57, 59, 63, 75, Hugo Kołłątaja, Tadeusza Kościuszki, Księdza Karola Lange, Juliusza Ligonia, Ludowa, Łąkowa, Karola Miarki, Stanisława Moniuszki, Mostowa, Plac Myśliwca, Opolska nr 1, 3, 5, 7, Parafialna, Rozenbergów, Rynek, Jana Rychla, Leśna, I- go Maja, Jana Matejki, Kamienna, Kolejowa, Krótka, Nowowiejska, Okrężna, Opolska bez nr 1, 3, 5, 7, Osiecka, Osiedle, Parkowa, Piękna, Podgórna, Polna, Wojska Polskiego, Poprzeczna, Bolesława Prusa, Sadowa, Sosnowa, Strażacka, Strzelców Bytomskich, Szkolna, Szpitalna, Marka Prawego, Marszałka Józefa Piłsudskiego, Braci Prankel, Stawowa, Henryka Sienkiewicza, Andrzeja Struga, Powstańców Śląskich, Wawrzyńca Świerzego, Plac Targowy, Torowa, Toszecka, Ujazdowska, Wałowa, Księdza Józefa Wajdy, Józefa Wilkowskiego, Wspólna, Zamkowa, Zakładowa, Zielona, Plac Stefana Żeromskiego, Żwirki i Wigury; Gmina Strzelce Opolskie: Sołectwo Brzezina. | 8               |
| 3.        | Gmina Strzelce Opolskie: Sołectwa: Szczepanek, Kadłub Piec i Kadłub Wieś, Błotnica Strzelecka, Płużnica Wielka, Dziewkowice, Warmątowice, Grodzisko, Osiek, Kalinowice, Kalinów, Niwki, Ligota Dolna, Ligota Górna, Szymiszów Wieś, Szymiszów Osiedle, Sucha, Jędrynie, Rozmierka, Rożniątów, Rozmierz. | 8               |

Od 2014 r. w wyborach 
do rad gmin w gminach niebędących miastem na prawach powiatu funkcjonują jednomandatowe okręgi wyborcze – okręgi wyborcze, w których obowiązuje ordynacja większościowa „pierwszy na mecie”.

## Organizacja Rady
Radę Miejską tworzy obecnie 21 radnych, wybierających spośród siebie przewodniczącego i 3 wiceprzewodniczących. Radni pracują w tematycznych komisjach stałych i doraźnych. Komisje Stałe:
- Komisja Rewizyjna
- Komisja Gospodarki Komunalnej i Majątku Gminy
- Komisja Gospodarki i Rozwoju
- Komisja Mieszkaniowa
- Komisja Oświaty, Kultury i Sportu
- Komisja Budżetu i Finansów
- Komisja Spraw Społecznych i Porządku Publicznego
- Komisja Skarg, Wniosków i Petycji

## Siedziba Rady
Siedziba Rady Miejskiej znajduje się w Ratuszu w Strzelcach Opolskich, mieszczącym się przy Placu Myśliwca 1 na strzeleckim rynku.

## Historia

### I kadencja (1990–1994)
- Prezydium:
  - Przewodniczący: Gerhard Bartodziej
  - Wiceprzewodniczący: Michał Fijałkowski
  - Wiceprzewodniczący: Alfons Schnura

- Lista radnych: Gerhard Bartodziej, Michał Fijałkowski, Alfons Schnura, Andrzej Drzewiecki, Waldemar Walasek, Mirosław Dawid, Jerzy Stokajło, Danuta Urbaniak, Barbara Jakubik, Henryk Walczak, J. Raj, Antoni Macheta, Karol Mutz, T. Sagański, Sylwester Jańczyk, Zygmunt Pierzchawka, W. Gleńsk, Eugeniusz Kozołup, Zbigniew Dadej, B. Cybula, G. Plachetka, Alfred Mrohs, J. Miedza, H. Mainka, A. Szaradowski, Aleksander Karaban, Marian Kuśnierkiewicz, G. Ploch, D. Sosada, J. Wieszołek.

### IV kadencja (2002–2006)
- Prezydium:
  - Przewodniczący: Gerhard Bartodziej
  - Wiceprzewodniczący: Stanisław Kowalczykiewicz
  - Wiceprzewodniczący: Karol Mutz
  - Wiceprzewodniczący: Jerzy Obrusznik

- Lista radnych: Gerhard Bartodziej, Stanisław Kowalczykiewicz, Karol Mutz, Jerzy Obrusznik, Józef Bocian, Karol Cebula, Norbert Cedzich, Sylwester Jańczyk, Joachim Kaczmarczyk, Antoni Karecki, Krystyna Kmiotek, Tadeusz Koteluk, Eugeniusz Kozołup, Dariusz Król, Antoni Krupnik, Jerzy Lubiński, Małgorzata Łoskot, Alojzy Macioszek, Gabriela Puzik, Grzegorz Skowronek, Mariusz Szoprun.

### V kadencja (2006–2010)
- Prezydium:
  - Przewodnicząca: Teresa Smoleń
  - Wiceprzewodniczący: Antoni Karecki
  - Wiceprzewodniczący: Eugeniusz Kozołup
  - Wiceprzewodnicząca: Gabriela Puzik

- Lista radnych: Teresa Smoleń, Antoni Karecki, Eugeniusz Kozołup, Gabriela Puzik, Józef Bocian, Nornert Cedzich, Danuta Foryt, Artur Golec, Józef Kaczmarczyk, Irena Kaczmarek, Jerzy Lubiński, Alojzy Macioszek, Gabriela Morawiec, Karol Mutz, Janina Pasierbska, Józef Pasternok, Henryk Pawłowski, Henryk Rudner, Stanisław Skubis, Stanisław Trzeciak, Danuta Urbaniak.

### VI kadencja (2010–2014)
- Prezydium:
  - Przewodniczący: Bogusław Farion
  - Wiceprzewodniczący: Antoni Karecki
  - Wiceprzewodniczący: Henryk Rudner
- Kluby radnych:
  - Stowarzyszenie Ziemia Strzelecka – 5 radnych:
    - Józef Bocian, Marek Zarębski, Irena Kaczmarek, Bogusław Farion, Gabriela Puzik

  - Mniejszość Niemiecka – 4 radnych:
    - Henryk Rudner, Norbert Cedzich, Zofia Habasz, Teresa Szopa

  - Komitet Wyborczy Wyborców  Karola Cebuli – 4 radnych:
    - Jerzy Korwin Małaczyński, Henryk Pawłowski, Danuta Foryt, Henryk Skowronek

  - Komitet Wyborczy Wyborców Spółdzielców "Mała Ojczyzna" – 4 radnych:
    - Antoni Karecki, Stanisław Trzeciak, Józef Kachel, Józef Pasternok

  - Sojusz Lewicy Demokratycznej – 2 radnych:
    - Tadeusz Koteluk, Henryk Michalski

  - Platforma Obywatelska – 2 radnych:
    - Grzegorz Biernat, Stanisław Krawiec

### VII kadencja (2014–2018)
- Prezydium:
  - Przewodniczący: Gabriela Puzik
  - Wiceprzewodniczący: Antoni Karecki
  - Wiceprzewodniczący: Tadeusz Koteluk
- Kluby radnych:
  - Stowarzyszenie Ziemia Strzelecka – 5 radnych:
    - Agnieszka Knopik, Irena Kaczmarek, Danuta Urbaniak, Józef Bocian, Gabriela Puzik

  - Komitet Wyborczy Wyborców Spółdzielców "Mała Ojczyzna" – 5 radnych:
    - Antoni Karecki, Stanisław Trzeciak, Jan Gola, Danuta Foryt, Stanisław Pawlik

  - Mniejszość Niemiecka – 5 radnych:
    - Henryk Rudner, Krystyna Kocur, Krzysztof Szłapa, Karol Bischoff, Zofia Habasz

  - Niezależni Radni – 3 radnych:
    - Marek Zarębski, Pelagia Ochwat, Henryk Skowronek

  - Sojusz Lewicy Demokratycznej – 2 radnych:
    - Tadeusz Koteluk, Tadeusz Biegański

  - Platforma Obywatelska – 1 radny:
    - Bogdan Małycha

### VIII kadencja (2018–2024)
- Prezydium:
  - Przewodniczący: Gabriela Puzik
  - Wiceprzewodniczący: Irena Kaczmarek
  - Wiceprzewodniczący: Antoni Karecki
  - Wiceprzewodniczący: Henryk Rudner
- Kluby radnych:
  - Stowarzyszenie Ziemia Strzelecka – 11 radnych:
    - Irena Kaczmarek, Marek Zarębski (wykluczony z klubu 21.12.2022 r.), Marcin Rękawek (pisemne zrzeczenie się mandatu), Agnieszka Knopik, Danuta Urbaniak, Danuta Foryt, Antoni Karecki, Gabriela Puzik, Bernard Kusidło, Pelagia Ochwat, Bogusław Farion, Henryk Skowronek

  - Mniejszość Niemiecka – 4 radnych:
    - Henryk Rudner, Arnold Kozioł, Karol Bischoff, Zofia Habasz,

  - Platforma Obywatelska – 3 radnych:
    - Andrzej Porębny, Bogdan Małycha, Henryk Siromski

  - Prawo i Sprawiedliwość – 2 radnych:
    - Jan Chabraszewski, Piotr Pospiszyl

  - Sojusz Lewicy Demokratycznej – 1 radny:
    - Tadeusz Koteluk

### IX kadencja (2024–2029)
- Prezydium:
  - Przewodniczący: Bogdan Małycha
  - Wiceprzewodniczący: Andrzej Porębny
  - Wiceprzewodniczący: Tadeusz Koteluk
  - Wiceprzewodniczący: Henryk Rudner
- Kluby radnych:
  - Koalicja Obywatelska – 8 radnych:
    - Jan Wróblewski (wybrany na burmistrza), Andrzej Porębny, Marek Zarębski, Bogdan Małycha, Tadeusz Koteluk, Katarzyna Kozłowska, Anna Dudziec, Piotr Koloch, Jadwiga Wdowik

  - Komitet Wyborczy Wyborców Ziemia Strzelecka – 6 radnych:
    - Irena Kaczmarek, Tadeusz Goc, Henryk Skowronek, Pelagia Ochwat, Roman Gawlik, Jan Ploch

  - Komitet Wyborczy Wyborców Śląscy Samorządowcy – 4 radnych:
    - Henryk Rudner, Arnold Kozioł, Artur Glinka, Anita Ochwat

  - Prawo i Sprawiedliwość – 2 radnych:
    - Mieczysław Wojtaszek, Piotr Pospiszyl

  - Komitet Wyborczy Wyborców Działamy – 1 radny:
    - Ewa Martuszewska